# キュビット
キュビット、キュービット、キュビト（英: cubit（）、仏: coudée（）、独: Elle（）、羅: cubitus（））は、古代から西洋の各地で使われてきた長さの単位である。
今日、キュビットを日常的に使用している文化は存在しないが、宗教的な目的（例えばユダヤ教など）では現在でも使われている。
キュビットは、肘から中指の先までの間の長さに由来する身体尺である。「キュビット」という名称は、ラテン語で「肘」を意味する cubitum に由来する。
他の身体尺と同じように、後に特定の人物（その土地の有力者、王）の体に基づいて決められるようになり、さらに他の長さの単位との関係の中で明確な定義が与えられるようになった。よって各地で様々な長さのキュビットが使われていたことになるが、その長さはおおむね 43 - 53 センチメートルである。

## 歴史

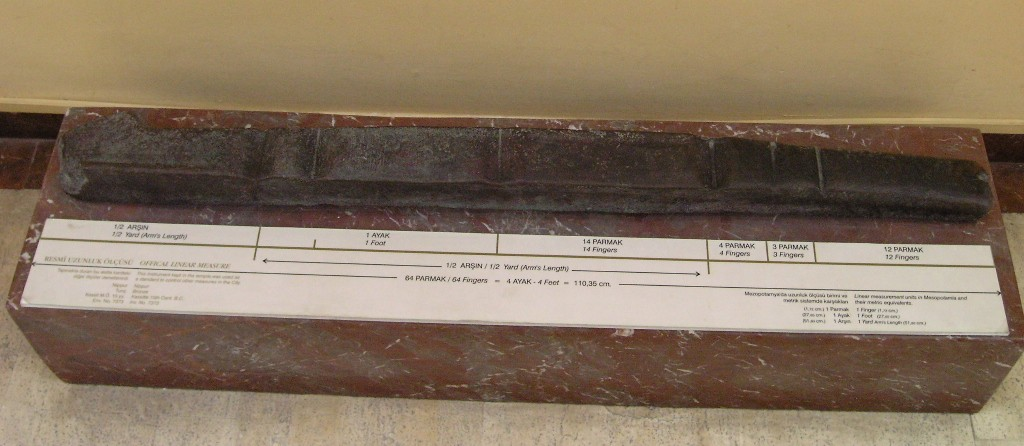
ニップル・キュビット（シュメール・キュビット）の銅棒（517.2 ミリメートル）、イスタンブール考古学博物館蔵、トルコ。

キュビットは、紀元前6000年ごろの古代メソポタミアで生まれたとされている。紀元前1950年ごろのニップルにおける1キュビットの銅製の棒（「シュメール・キュビット」、517.2 ミリメートル）は、現存する中では世界で最も古い長さの標準である。古代メソポタミアの都市ラガシュの支配者グデアの座像が現存しており、その腕の長さから得られるキュビットの長さは 496 ミリメートル である。コロンブス到達以前のメソアメリカの都市イサパで使われていた長さの単位も 496 ミリメートル である。これは偶然の一致とも考えられるが、これをメソポタミアとメソアメリカとの間に文化的交流があった証拠だと主張する者もいる。
古代エジプトでは、紀元前2750年ごろのサッカラで、何らかの長さの標準が用いられていたということがはっきりしている。その標準は 523.5 - 524 ミリメートル であり、その地におけるキュビットであると考えられる。エジプトでキュビットを表す象形文字は肘そのものである。ピラミッドもキュビットを基準にして作られているが、その長さを精密に測定した結果、ピラミッドには2種類のキュビットが使われていることがわかっている。これは、長いキュビットは王の腕から、短いキュビットは人民の腕から定められたものと言われている。
それ以外の多くの西洋の文化も、キュビットは使われた。ペルシャのキュビットは 52 - 64 センチメートル、古代ギリシャでは πῆχυς（）と呼ばれ約 47.4 cm、古代ローマでは cubitus と呼ばれて約 44.46 センチメートル、アラブでは arsh と呼ばれて 48 - 64 センチメートル であった。ユダヤでは אַמָּה（）と呼ばれて 46 - 61 センチメートル であるが、これは今日でもユダヤ教で用いられている。
古代イスラエルでは、第一神殿時代のキュビットは 428 ミリメートル であった。第二神殿時代には、一般的には 445 ミリメートル のキュビットが使われていたが、宗教的な目的には 437 ミリメートル のキュビットが使用されていた。

## 分量・倍量単位
1. シャフトメント (Shaftment)
2. ハンド (Hand)
3. パーム (Palm)
4. スパン (Span)
5. フィンガー (Finger)
6. ディジット (Digit)

キュビットの分量単位には以下のようなものがある。その名前から、元々はキュビットとは独立して成立した単位と考えられるが、キュビットと関連づけられて、その分量単位となった。
- 1 キュビット = 2 スパン -- 手を広げたときの親指の先から小指の先までの幅
- 1 スパン = 3 パーム -- 手を握ったときの人差指から小指までの幅
- 1 パーム = 4 ディジット -- （親指以外の）指1本の幅

キュビットの倍量単位には、その2倍のダブルキュビットがある。ダブルキュビットはヤードの長さの由来とされている。国際単位系のメートルも、実はダブルキュビットに近い値になるように定められたものである。他にも、西洋の長さの単位の多くはキュビットやダブルキュビットに由来している。

## 古代ローマの長さの単位
| 古代ローマの長さの単位 | ラテン語名 | 原義                         | ペース換算                   | メートル換算           |
| ---------------------- | ---------- | ---------------------------- | ---------------------------- | ---------------------- |
| 1 ディジット           | digitus    | 指                           | {\displaystyle 1 \over 16}   | {\displaystyle 0.0185} |
| 1 インチ               | uncia      | （1単位の） 12分の1          | {\displaystyle 1 \over 12}   | {\displaystyle 0.0246} |
| 1 パーム               | palmus     | 手のひら                     | {\displaystyle 1 \over 4}    | {\displaystyle 0.074}  |
| 1 ペース               | pes        | 足                           | {\displaystyle 1}            | {\displaystyle 0.296}  |
| 1 キュビット           | cubitus    | ひじ                         | {\displaystyle 1{1 \over 2}} | {\displaystyle 0.444}  |
| 1 ステップ             | gradus     | 歩み、一歩                   | {\displaystyle 2{1 \over 2}} | {\displaystyle 0.74}   |
| 1 パッスス             | passus     | 歩み                         | {\displaystyle 5}            | {\displaystyle 1.48}   |
| 1 パーチ               | pertica    | 棹                           | {\displaystyle 10}           | {\displaystyle 2.96}   |
| 1 アルパン             | actus      |                              | {\displaystyle 120}          | {\displaystyle 35.5}   |
| 1 スタディオン         | stadium    | 競走用のトラック             | {\displaystyle 625}          | {\displaystyle 185}    |
| 1 マイル               | milliarium | （1000パッススごとの）里程標 | {\displaystyle 5,000}        | {\displaystyle 1,480}  |
| 1 リーグ               | leuga      |                              | {\displaystyle 7,500}        | {\displaystyle 2,220}  |